# Primera División de Costa Rica
Primera División de Costa Rica (ze względów sponsorskich Liga Promerica) – najwyższa klasa rozgrywkowa piłki nożnej mężczyzn w Kostaryce. Występuje w niej dwanaście profesjonalnych klubów, z których najlepszy zostaje mistrzem Kostaryki.
Rozgrywki są toczone systemem ligowo-pucharowym. Po zakończeniu regularnego sezonu cztery najlepsze zespoły kwalifikują się do półfinałów fazy play-off. Jeśli zwycięzcą fazy play-off okaże się najlepsza drużyna regularnego sezonu, automatycznie zdobywa ona tytuł mistrzowski. Jeśli zwycięzcą fazy play-off okaże się drużyna z miejsc 2–4 w tabeli regularnego sezonu, musi rozegrać dodatkowy dwumecz o tytuł mistrzowski z najlepszym zespołem regularnego sezonu. W ciągu roku rozgrywane są dwa niezależne półroczne sezony – jesienią Apertura, natomiast wiosną Clausura. Co roku najsłabsza drużyna z sumarycznej tabeli regularnych sezonów Apertury i Clausury spada do drugiej ligi. Cztery najlepsze kostarykańskie zespoły co roku kwalifikują się do rozgrywek Pucharu Ameryki Centralnej CONCACAF, które stanowią eliminacje do Pucharu Mistrzów CONCACAF.

## Aktualny skład
|  |  | Klub               | Miasto                   | Założenie | Stadion                   | Pojemność     |
|  |  | ------------------ | ------------------------ | --------- | ------------------------- | ------------- |
|  |  | Alajuelense        | Alajuela                 | 1919      | Alejandro Morera Soto     | 17 895 miejsc |
|  |  | Cartaginés         | Cartago                  | 1906      | José Rafael „Fello” Meza  | 13 500 miejsc |
|  |  | Deportivo Saprissa | San José                 | 1935      | Ricardo Saprissa          | 23 112 miejsc |
|  |  | Guanacasteca       | Nicoya                   | 1973      | Chorotega                 | 6 500 miejsc  |
|  |  | Herediano          | Heredia                  | 1921      | Eladio Rosabal Cordero    | 8 700 miejsc  |
|  |  | Municipal Liberia  | Liberia                  | 1977      | Edgardo Baltodano Briceño | 5 797 miejsc  |
|  |  | Pérez Zeledón      | San Isidro de El General | 1991      | Municipal Pérez Zeledón   | 6 000 miejsc  |
|  |  | Puntarenas         | Puntarenas               | 2004      | Miguel Ángel „Lito” Pérez | 4 105 miejsc  |
|  |  | San Carlos         | Ciudad Quesada           | 1965      | Carlos Ugalde Álvarez     | 6 200 miejsc  |
|  |  | Santa Ana          | Santa Ana                | 1993      | Piedades de Santa Ana     | 2 000 miejsc  |
|  |  | Santos Guápiles    | Guápiles                 | 1961      | Ebal Rodríguez            | 4 500 miejsc  |
|  |  | Sporting San José  | San José                 | 2016      | Ernesto Rohrmoser         | 3 000 miejsc  |

## Triumfatorzy
| 1921            | Herediano (1)            | brak        | Gimnástica Española  | Luis Valerio              | Herediano            | 8  | Joaquín Gutiérrez           | Herediano            |
| 1922            | Herediano (2)            | brak        | La Libertad          | Claudio Arguedas          | Herediano            | 7  | Joaquín Gutiérrez (2)       | Herediano            |
| 1923            | Cartaginés (1)           | brak        | La Libertad          | Salvador Tabash           | La Libertad          | 9  | Antonio Bianchini           | Cartaginés           |
| 1924            | Herediano (3)            | brak        | Cartaginés           | José Croceri              | Cartaginés           | 9  | Eladio Rosabal Cordero      | Herediano            |
| 1925            | La Libertad (1)          | brak        | Herediano            | Claudio Arguedas (2)      | Herediano            | 5  | Manuel Rodríguez            | La Libertad          |
| 1926            | La Libertad (2)          | brak        | Cartaginés           | Rafael Madrigal           | La Libertad          | 18 | Eduardo Garnier             | La Libertad          |
| 1927            | Herediano (4)            | brak        | La Libertad          | Alejandro Morera Soto     | Alajuelense          | 11 | Eladio Rosabal Cordero (2)  | Herediano            |
| 1928            | Alajuelense (1)          | brak        | Gimnástica Española  | Alejandro Morera Soto (2) | Alajuelense          | 7  | Jorge Solera                | Alajuelense          |
| 1929            | La Libertad (3)          | brak        | Alajuelense          | José Joaquín Fonseca      | La Libertad          | 6  | Eduardo Garnier (2)         | La Libertad          |
| 1930            | Herediano (5)            | brak        | Gimnástica Española  | Alejandro Morera Soto (3) | Alajuelense          | 10 | Braulio Morales             | Herediano            |
| 1931            | Herediano (6)            | brak        | Orión                | Roberto Calderón          | La Libertad          | 7  | Eladio Rosabal Cordero (3)  | Herediano            |
| 1932            | Herediano (7)            | brak        | La Libertad          | Hernán Bolaños            | Orión                | 14 | Braulio Morales (2)         | Herediano            |
| 1933            | Herediano (8)            | brak        | Gimnástica Española  | Rafael Madrigal (2)       | La Libertad          | 16 | Gilberto Arguedas           | Herediano            |
| 1934            | La Libertad (4)          | brak        | Alajuela Junior      | Jorge Quesada             | La Libertad          | 10 | Rafael Madrigal             | La Libertad          |
| 1935            | Herediano (9)            | brak        | Alajuela Junior      | Manuel Zamora             | Herediano            | 6  | Braulio Morales (3)         | Herediano            |
| 1936            | Cartaginés (2)           | brak        | La Libertad          | Emanuel Amador            | La Libertad          | 18 | Napoleón Aguilar            | Cartaginés           |
| 1937            | Herediano (10)           | brak        | Gimnástica Española  | Manuel Zamora (2)         | Herediano            | 15 | Milton Valverde             | Herediano            |
| 1938            | Orión (1)                | brak        | Gimnástica Española  | José Rafael Meza          | Cartaginés           | 10 | Ricardo Saprissa            | Orión                |
| 1938            | Orión (1)                | brak        | Gimnástica Española  | Alfredo Piedra            | Orión                | 10 | Ricardo Saprissa            | Orión                |
| 1939            | Alajuelense (2)          | brak        | Herediano            | Alejandro Morera Soto     | Alajuelense          | 23 | Alejandro Morera Soto       | Alajuelense          |
| 1940            | Cartaginés (3)           | brak        | Orión                | José Rafael Meza (2)      | Cartaginés           | 13 | Rubén Pacheco               | Cartaginés           |
| 1941            | Alajuelense (3)          | brak        | La Libertad          | José Riggioni             | Alajuelense          | 8  | Alejandro Morera Soto (2)   | Alajuelense          |
| 1941            | Alajuelense (3)          | brak        | La Libertad          | Álvaro Rojas              | Alajuelense          | 8  | Alejandro Morera Soto (2)   | Alajuelense          |
| 1942            | La Libertad (5)          | brak        | Gimnástica Española  | Gonzalo Fernández         | Gimnástica Española  | 18 | Emanuel Amador              | La Libertad          |
| 1942            | La Libertad (5)          | brak        | Gimnástica Española  | Fernando Solano           | Cartaginés           | 18 | Emanuel Amador              | La Libertad          |
| 1943            | UCR (1)                  | brak        | Alajuelense          | Francisco Zeledón         | La Libertad          | 16 | Fernando Ortiz              | UCR                  |
| 1944            | Orión (2)                | brak        | Herediano            | Fernando Solano (2)       | UCR                  | 9  | Luis Cartín                 | Orión                |
| 1944            | Orión (2)                | brak        | Herediano            | Miguel Zeledón            | Orión                | 9  | Luis Cartín                 | Orión                |
| 1945            | Alajuelense (4)          | brak        | Orión                | Walker Rodríguez          | Orión                | 18 | Alejandro Morera Soto (3)   | Alajuelense          |
| 1946            | La Libertad (6)          | brak        | Herediano            | Miguel Zeledón (2)        | La Libertad          | 6  | Luis Cartín (2)             | La Libertad          |
| 1947            | Herediano (11)           | brak        | La Libertad          | Eladio Esquivel           | Herediano            | 16 | Ismael Quesada              | Herediano            |
| 1948            | Herediano (12)           | brak        | Alajuelense          | Virgilio Muñoz            | Herediano            | 11 | Ismael Quesada (2)          | Herediano            |
| 1949            | Alajuelense (5)          | brak        | Orión                | Francisco Zeledón (2)     | Alajuelense          | 19 | Salvador Soto Villegas      | Alajuelense          |
| 1950            | Alajuelense (6)          | brak        | Deportivo Saprissa   | Alberto Armijo            | UCR                  | 25 | Salvador Soto Villegas (2)  | Alajuelense          |
| 1951            | Herediano (13)           | brak        | Orión                | Alexis Goñi               | Cartaginés           | 17 | Ismael Quesada (3)          | Herediano            |
| 1951            | Herediano (13)           | brak        | Orión                | Jaime Meza                | Cartaginés           | 17 | Ismael Quesada (3)          | Herediano            |
| 1951            | Herediano (13)           | brak        | Orión                | Marco Ovares              | Herediano            | 17 | Ismael Quesada (3)          | Herediano            |
| 1952            | Deportivo Saprissa (1)   | brak        | Alajuelense          | Jaime Meza (2)            | Cartaginés           | 7  | Otto Bumbel                 | Deportivo Saprissa   |
| 1952            | Deportivo Saprissa (1)   | brak        | Alajuelense          | José Rafael Meza (3)      | Cartaginés           | 7  | Otto Bumbel                 | Deportivo Saprissa   |
| 1952            | Deportivo Saprissa (1)   | brak        | Alajuelense          | José Manuel Zeledón       | Orión                | 7  | Otto Bumbel                 | Deportivo Saprissa   |
| 1952            | Deportivo Saprissa (1)   | brak        | Alajuelense          | Walter Zúñiga             | Uruguay Coronado     | 7  | Otto Bumbel                 | Deportivo Saprissa   |
| 1953            | Deportivo Saprissa (2)   | brak        | Herediano            | Rodolfo Herrera           | Deportivo Saprissa   | 12 | José Joaquín García         | Deportivo Saprissa   |
| 1955            | Herediano (14)           | brak        | Deportivo Saprissa   | Mardoqueo González        | La Libertad          | 16 | Ismael Quesada (4)          | Herediano            |
| 1957            | Deportivo Saprissa (3)   | brak        | Alajuelense          | Juan Soto                 | Alajuelense          | 12 | Carlos Peucelle             | Deportivo Saprissa   |
| 1958            | Alajuelense (7)          | brak        | Deportivo Saprissa   | José Luis Soto            | Alajuelense          | 21 | Salvador Soto Villegas (3)  | Alajuelense          |
| 1959            | Alajuelense (8)          | brak        | Deportivo Saprissa   | Juan Ulloa                | Alajuelense          | 18 | Hugo Tassara                | Alajuelense          |
| 1960            | Alajuelense (9)          | brak        | Herediano            | Juan Ulloa (2)            | Alajuelense          | 19 | Hugo Tassara (2)            | Alajuelense          |
| Federación 1961 | Carmen (1)               | brak        | Uruguay Coronado     | Jorge Bolaños             | Carmen               | 2  | Arnoldo Rojas               | Carmen               |
| Federación 1961 | Carmen (1)               | brak        | Uruguay Coronado     | Eduardo Meléndez          | Uruguay Coronado     | 2  | Arnoldo Rojas               | Carmen               |
| Federación 1961 | Carmen (1)               | brak        | Uruguay Coronado     | José Soto                 | Carmen               | 2  | Arnoldo Rojas               | Carmen               |
| Asofútbol 1961  | Herediano (15)           | brak        | Deportivo Saprissa   | Alberto Armijo (2)        | Cartaginés           | 16 | Eduardo Toba                | Herediano            |
| 1962            | Deportivo Saprissa (4)   | brak        | Alajuelense          | Jorge Monge               | Deportivo Saprissa   | 12 | Alfredo Piedra              | Deportivo Saprissa   |
| 1962            | Deportivo Saprissa (4)   | brak        | Alajuelense          | Rubén Jiménez             | Deportivo Saprissa   | 12 | Alfredo Piedra              | Deportivo Saprissa   |
| 1963            | Uruguay Coronado (1)     | brak        | Deportivo Saprissa   | Guillermo Elizondo        | Uruguay Coronado     | 15 | Santiago Bonilla            | Uruguay Coronado     |
| 1964            | Deportivo Saprissa (5)   | brak        | Orión                | Errol Daniels             | Alajuelense          | 24 | Mario Cordero               | Deportivo Saprissa   |
| 1965            | Deportivo Saprissa (6)   | brak        | Alajuelense          | Errol Daniels (2)         | Alajuelense          | 31 | Mario Cordero (2)           | Deportivo Saprissa   |
| 1966            | Alajuelense (10)         | brak        | Deportivo Saprissa   | Errol Daniels (3)         | Alajuelense          | 30 | Salvador Soto Villegas (4)  | Alajuelense          |
| 1966            | Alajuelense (10)         | brak        | Deportivo Saprissa   | Juan Ulloa (3)            | San Carlos           | 30 | Salvador Soto Villegas (4)  | Alajuelense          |
| 1967            | Deportivo Saprissa (7)   | brak        | Alajuelense          | Errol Daniels (4)         | Alajuelense          | 41 | José Ramos                  | Deportivo Saprissa   |
| 1968            | Deportivo Saprissa (8)   | brak        | Cartaginés           | Eduardo Chavarría         | Deportivo Saprissa   | 24 | Mario Cordero (3)           | Deportivo Saprissa   |
| 1968            | Deportivo Saprissa (8)   | brak        | Cartaginés           | Errol Daniels (5)         | Alajuelense          | 24 | Mario Cordero (3)           | Deportivo Saprissa   |
| 1969            | Deportivo Saprissa (9)   | brak        | Alajuelense          | Roy Sáenz                 | Alajuelense          | 24 | Mario Cordero (4)           | Deportivo Saprissa   |
| 1970            | Alajuelense (11)         | brak        | Deportivo Saprissa   | Errol Daniels (6)         | Alajuelense          | 25 | Eduardo Viso Abella         | Alajuelense          |
| 1971            | Alajuelense (12)         | brak        | Deportivo Saprissa   | Roy Sáenz (2)             | Alajuelense          | 29 | Juan Colecchio              | Alajuelense          |
| 1972            | Deportivo Saprissa (10)  | brak        | Alajuelense          | Odir Jacques              | Deportivo Saprissa   | 18 | Marvin Rodríguez            | Deportivo Saprissa   |
| 1973            | Deportivo Saprissa (11)  | brak        | Cartaginés           | Leonel Hernández          | Cartaginés           | 16 | Marvin Rodríguez (2)        | Deportivo Saprissa   |
| 1974            | Deportivo Saprissa (12)  | brak        | Herediano            | Fernando Montero          | Herediano            | 19 | Marvin Rodríguez (3)        | Deportivo Saprissa   |
| 1975            | Deportivo Saprissa (13)  | brak        | Cartaginés           | Óscar Cordero             | Alajuelense          | 17 | Marvin Rodríguez (4)        | Deportivo Saprissa   |
| 1976            | Deportivo Saprissa (14)  | brak        | Barrio México        | Carlos Solano             | Deportivo Saprissa   | 24 | Guillermo Hernández         | Deportivo Saprissa   |
| 1977            | Deportivo Saprissa (15)  | brak        | Cartaginés           | Miguel Mansilla           | Deportivo Saprissa   | 25 | Jozef Karel                 | Deportivo Saprissa   |
| 1978            | Herediano (16)           | brak        | Municipal Puntarenas | Gerardo Gutiérrez         | Municipal Puntarenas | 23 | Odir Jacques                | Herediano            |
| 1979            | Herediano (17)           | 2–2         | Cartaginés           | Howard Rooper             | Limonense            | 13 | Marvin Rodríguez (5)        | Herediano            |
| 1979            | Herediano (17)           | 3–0         | Cartaginés           | Carlos Izquierdo          | Municipal Turrialba  | 13 | Marvin Rodríguez (5)        | Herediano            |
| 1980            | Alajuelense (13)         | 1–0         | Herediano            | Carlos Torres             | Alajuelense          | 15 | Ivan Mráz                   | Alajuelense          |
| 1980            | Alajuelense (13)         | 1–0         | Herediano            | Carlos Torres             | Alajuelense          | 15 | Ivan Mráz                   | Alajuelense          |
| 1981            | Herediano (18)           | 4–1         | Limonense            | Evaristo Coronado         | Deportivo Saprissa   | 23 | Odir Jacques (2)            | Herediano            |
| 1981            | Herediano (18)           | 1–2         | Limonense            | Evaristo Coronado         | Deportivo Saprissa   | 23 | Odir Jacques (2)            | Herediano            |
| 1982            | Deportivo Saprissa (16)  | 0–0         | Municipal Puntarenas | Guillermo Guardia         | Deportivo Saprissa   | 20 | Giovanni Rodríguez          | Deportivo Saprissa   |
| 1982            | Deportivo Saprissa (16)  | 1–0         | Municipal Puntarenas | Guillermo Guardia         | Deportivo Saprissa   | 20 | Giovanni Rodríguez          | Deportivo Saprissa   |
| 1983            | Alajuelense (14)         | brak        | Municipal Puntarenas | Juan Chacón               | San Carlos           | 17 | Odir Jacques (3)            | Alajuelense          |
| 1984            | Alajuelense (15)         | brak        | Deportivo Saprissa   | Jorge Ulate               | Alajuelense          | 20 | Álvaro Grant McDonald       | Alajuelense          |
| 1985            | Herediano (19)           | 1–0         | Alajuelense          | Jorge Ulate (2)           | Alajuelense          | 23 | Odir Jacques (4)            | Herediano            |
| 1985            | Herediano (19)           | 1–0         | Alajuelense          | Jorge Ulate (2)           | Alajuelense          | 23 | Odir Jacques (4)            | Herediano            |
| 1986            | Municipal Puntarenas (1) | 2–1         | Alajuelense          | Leonidas Flores           | Municipal Puntarenas | 18 | Marvin Rodríguez (6)        | Municipal Puntarenas |
| 1986            | Municipal Puntarenas (1) | 1–1         | Alajuelense          | Leonidas Flores           | Municipal Puntarenas | 18 | Marvin Rodríguez (6)        | Municipal Puntarenas |
| 1987            | Herediano (20)           | 2–1         | Cartaginés           | Claudio Jara              | Herediano            | 19 | Antonio Moyano              | Herediano            |
| 1987            | Herediano (20)           | 1–1         | Cartaginés           | Claudio Jara              | Herediano            | 19 | Antonio Moyano              | Herediano            |
| 1988            | Deportivo Saprissa (17)  | brak        | Herediano            | Evaristo Coronado (2)     | Deportivo Saprissa   | 19 | Josef Bouška                | Deportivo Saprissa   |
| 1989            | Deportivo Saprissa (18)  | brak        | Alajuelense          | Erick Rodríguez           | Uruguay Coronado     | 14 | Josef Bouška (2)            | Deportivo Saprissa   |
| 1991            | Alajuelense (16)         | 2–1         | Deportivo Saprissa   | Adonis Hilario            | Deportivo Saprissa   | 26 | Ivan Mráz (2)               | Alajuelense          |
| 1991            | Alajuelense (16)         | 1–0         | Deportivo Saprissa   | Adonis Hilario            | Deportivo Saprissa   | 26 | Ivan Mráz (2)               | Alajuelense          |
| 1992            | Alajuelense (17)         | 0–0         | Deportivo Saprissa   | Javier Astúa              | Municipal Puntarenas | 15 | Jan Poštulka                | Alajuelense          |
| 1992            | Alajuelense (17)         | 1–0         | Deportivo Saprissa   | Javier Astúa              | Municipal Puntarenas | 15 | Jan Poštulka                | Alajuelense          |
| 1992/1993       | Herediano (21)           | 2–0         | Cartaginés           | Nildeson                  | Herediano            | 21 | Juan Luis Hernández Fuertes | Herediano            |
| 1992/1993       | Herediano (21)           | 0–0         | Cartaginés           | Nildeson                  | Herediano            | 21 | Juan Luis Hernández Fuertes | Herediano            |
| 1993/1994       | Deportivo Saprissa (19)  | 2–0         | Alajuelense          | Javier Astúa (2)          | Municipal Puntarenas | 21 | Carlos Linaris              | Deportivo Saprissa   |
| 1993/1994       | Deportivo Saprissa (19)  | 1–2         | Alajuelense          | Javier Astúa (2)          | Municipal Puntarenas | 21 | Carlos Linaris              | Deportivo Saprissa   |
| 1994/1995       | Deportivo Saprissa (20)  | 3–1         | Alajuelense          | Juan Carlos Arguedas      | Alajuelense          | 28 | Carlos Linaris (2)          | Deportivo Saprissa   |
| 1994/1995       | Deportivo Saprissa (20)  | 0–1         | Alajuelense          | Juan Carlos Arguedas      | Alajuelense          | 28 | Carlos Linaris (2)          | Deportivo Saprissa   |
| 1995/1996       | Alajuelense (18)         | 3–1         | Cartaginés           | Rónald Gómez              | Alajuelense          | 27 | Valdeir Vieira              | Alajuelense          |
| 1995/1996       | Alajuelense (18)         | 1–1         | Cartaginés           | Rónald Gómez              | Alajuelense          | 27 | Valdeir Vieira              | Alajuelense          |
| 1996/1997       | Alajuelense (19)         | 3–2         | Deportivo Saprissa   | Allan Oviedo              | Herediano            | 26 | Manuel Keosseian            | Alajuelense          |
| 1996/1997       | Alajuelense (19)         | 1–1         | Deportivo Saprissa   | Allan Oviedo              | Herediano            | 26 | Manuel Keosseian            | Alajuelense          |
| 1997/1998       | Deportivo Saprissa (21)  | 0–1         | Alajuelense          | Alejandro Larrea          | Deportivo Saprissa   | 26 | Alexandre Guimarães         | Deportivo Saprissa   |
| 1997/1998       | Deportivo Saprissa (21)  | 2–0         | Alajuelense          | Alejandro Larrea          | Deportivo Saprissa   | 26 | Alexandre Guimarães         | Deportivo Saprissa   |
| 1998/1999       | Deportivo Saprissa (22)  | brak        | Alajuelense          | Adrián Mahía              | Deportivo Saprissa   | 21 | Alexandre Guimarães (2)     | Deportivo Saprissa   |
| 1998/1999       | Deportivo Saprissa (22)  | brak        | Alajuelense          | Josef Miso                | Alajuelense          | 21 | Alexandre Guimarães (2)     | Deportivo Saprissa   |
| 1999/2000       | Alajuelense (20)         | brak        | Deportivo Saprissa   | Juan Carlos Arguedas (2)  | Carmelita            | 23 | Guillerme Farinha           | Alajuelense          |
| 1999/2000       | Alajuelense (20)         | brak        | Deportivo Saprissa   | Juan Carlos Arguedas (2)  | Herediano            | 23 | Guillerme Farinha           | Alajuelense          |
| 2000/2001       | Alajuelense (21)         | brak        | Herediano            | Mínor Díaz                | Herediano            | 21 | Guillerme Farinha (2)       | Alajuelense          |
| 2001/2002       | Alajuelense (22)         | 2–2         | Santos Guápiles      | Johnny Cubero             | San Carlos           | 19 | Jorge Luis Pinto            | Alajuelense          |
| 2001/2002       | Alajuelense (22)         | 4–0         | Santos Guápiles      | Johnny Cubero             | San Carlos           | 19 | Jorge Luis Pinto            | Alajuelense          |
| 2002/2003       | Alajuelense (23)         | brak        | Deportivo Saprissa   | Claudio Ciccia            | Cartaginés           | 41 | Jorge Luis Pinto (2)        | Alajuelense          |
| 2003/2004       | Deportivo Saprissa (23)  | 1–1         | Herediano            | Álvaro Saborío            | Deportivo Saprissa   | 25 | Hernán Medford              | Deportivo Saprissa   |
| 2003/2004       | Deportivo Saprissa (23)  | 2–1         | Herediano            | Álvaro Saborío            | Deportivo Saprissa   | 25 | Hernán Medford              | Deportivo Saprissa   |
| 2004/2005       | Alajuelense (24)         | 3–1         | Pérez Zeledón        | Randall Brenes            | Cartaginés           | 16 | Javier Delgado              | Alajuelense          |
| 2004/2005       | Alajuelense (24)         | 1–0         | Pérez Zeledón        | Randall Brenes            | Cartaginés           | 16 | Javier Delgado              | Alajuelense          |
| 2005/2006       | Deportivo Saprissa (24)  | brak        | Puntarenas           | Kurt Bernard              | Puntarenas           | 22 | Hernán Medford (2)          | Deportivo Saprissa   |
| 2006/2007       | Deportivo Saprissa (25)  | brak        | Alajuelense          | Alonso Solís              | Deportivo Saprissa   | 16 | Jeaustin Campos             | Deportivo Saprissa   |
| Invierno 2007   | Deportivo Saprissa (26)  | 2–0         | Herediano            | Víctor Núñez              | Alajuelense          | 11 | Jeaustin Campos (2)         | Deportivo Saprissa   |
| Invierno 2007   | Deportivo Saprissa (26)  | 2–2         | Herediano            | Víctor Núñez              | Alajuelense          | 11 | Jeaustin Campos (2)         | Deportivo Saprissa   |
| Verano 2008     | Deportivo Saprissa (27)  | 1–0         | Alajuelense          | Alejandro Alpízar         | Deportivo Saprissa   | 13 | Jeaustin Campos (3)         | Deportivo Saprissa   |
| Verano 2008     | Deportivo Saprissa (27)  | 1–0         | Alajuelense          | Alejandro Alpízar         | Deportivo Saprissa   | 13 | Jeaustin Campos (3)         | Deportivo Saprissa   |
| Invierno 2008   | Deportivo Saprissa (28)  | 0–2         | Alajuelense          | Víctor Núñez (2)          | Liberia Mía          | 12 | Jeaustin Campos (4)         | Deportivo Saprissa   |
| Invierno 2008   | Deportivo Saprissa (28)  | 3–0         | Alajuelense          | Víctor Núñez (2)          | Liberia Mía          | 12 | Jeaustin Campos (4)         | Deportivo Saprissa   |
| Verano 2009     | Liberia Mía (1)          | 0–0         | Herediano            | Mario Camacho             | Puntarenas           | 10 | Alain Gay Hardy             | Liberia Mía          |
| Verano 2009     | Liberia Mía (1)          | 3–0         | Herediano            | Andy Herron               | Herediano            | 10 | Alain Gay Hardy             | Liberia Mía          |
| Invierno 2009   | Brujas (1)               | 0–0         | Puntarenas           | Víctor Núñez (3)          | Liberia Mía          | 10 | Mauricio Wright             | Brujas               |
| Invierno 2009   | Brujas (1)               | 1–1 (5–4 k) | Puntarenas           | Víctor Núñez (3)          | Liberia Mía          | 10 | Mauricio Wright             | Brujas               |
| Verano 2010     | Deportivo Saprissa (29)  | 4–2         | San Carlos           | Alejandro Sequeira        | Deportivo Saprissa   | 11 | Roy Myers                   | Deportivo Saprissa   |
| Verano 2010     | Deportivo Saprissa (29)  | 3–0         | San Carlos           | Alejandro Sequeira        | Deportivo Saprissa   | 11 | Roy Myers                   | Deportivo Saprissa   |
| Invierno 2010   | Alajuelense (25)         | 0–0         | Herediano            | Ever Alfaro               | Pérez Zeledón        | 10 | Óscar Ramírez               | Alajuelense          |
| Invierno 2010   | Alajuelense (25)         | 1–0 (4–3 k) | Herediano            | Randall Brenes (2)        | Cartaginés           | 10 | Óscar Ramírez               | Alajuelense          |
| Verano 2011     | Alajuelense (26)         | 1–0         | San Carlos           | Mínor Díaz (2)            | UCR                  | 12 | Óscar Ramírez (2)           | Alajuelense          |
| Verano 2011     | Alajuelense (26)         | 1–0         | San Carlos           | Mínor Díaz (2)            | UCR                  | 12 | Óscar Ramírez (2)           | Alajuelense          |
| Invierno 2011   | Alajuelense (27)         | 1–1         | Herediano            | Randall Brenes (3)        | Cartaginés           | 13 | Óscar Ramírez (3)           | Alajuelense          |
| Invierno 2011   | Alajuelense (27)         | 1–1 (6–5 k) | Herediano            | Randall Brenes (3)        | Cartaginés           | 13 | Óscar Ramírez (3)           | Alajuelense          |
| Verano 2012     | Herediano (22)           | 4–2         | Santos Guápiles      | Cristhiam Lagos           | Santos Guápiles      | 10 | Odir Jacques (5)            | Herediano            |
| Verano 2012     | Herediano (22)           | 2–1         | Santos Guápiles      | José Cancela              | Herediano            | 10 | Odir Jacques (5)            | Herediano            |
| Invierno 2012   | Alajuelense (28)         | 2–1         | Herediano            | Cristhiam Lagos (2)       | Santos Guápiles      | 18 | Óscar Ramírez (4)           | Alajuelense          |
| Invierno 2012   | Alajuelense (28)         | 1–1         | Herediano            | Cristhiam Lagos (2)       | Santos Guápiles      | 18 | Óscar Ramírez (4)           | Alajuelense          |
| Verano 2013     | Herediano (23)           | 1–3         | Cartaginés           | Víctor Núñez (4)          | Herediano            | 13 | Marvin Solano               | Herediano            |
| Verano 2013     | Herediano (23)           | 3–1 (5–4 k) | Cartaginés           | Víctor Núñez (4)          | Herediano            | 13 | Marvin Solano               | Herediano            |
| Invierno 2013   | Alajuelense (29)         | 0–0         | Herediano            | Cristhiam Lagos (3)       | Santos Guápiles      | 13 | Óscar Ramírez (5)           | Alajuelense          |
| Invierno 2013   | Alajuelense (29)         | 0–0 (5–3 k) | Herediano            | Cristhiam Lagos (3)       | Santos Guápiles      | 13 | Óscar Ramírez (5)           | Alajuelense          |
| Verano 2014     | Deportivo Saprissa (30)  | 0–0         | Alajuelense          | Lucas Gómez               | UCR                  | 10 | Rónald González             | Deportivo Saprissa   |
| Verano 2014     | Deportivo Saprissa (30)  | 1–0         | Alajuelense          | Jonathan Moya             | Uruguay Coronado     | 10 | Rónald González             | Deportivo Saprissa   |
| Verano 2014     | Deportivo Saprissa (30)  | 1–0         | Alajuelense          | Fabrizio Ronchetti        | Pérez Zeledón        | 10 | Rónald González             | Deportivo Saprissa   |
| Invierno 2014   | Deportivo Saprissa (31)  | 4–2         | Herediano            | Yendrick Ruiz             | Herediano            | 15 | Jeaustin Campos (5)         | Deportivo Saprissa   |
| Invierno 2014   | Deportivo Saprissa (31)  | 1–1         | Herediano            | Yendrick Ruiz             | Herediano            | 15 | Jeaustin Campos (5)         | Deportivo Saprissa   |
| Verano 2015     | Herediano (24)           | 1–1         | Alajuelense          | Jonathan McDonald         | Alajuelense          | 16 | Odir Jacques (6)            | Herediano            |
| Verano 2015     | Herediano (24)           | 2–2 (3–2 k) | Alajuelense          | Jonathan McDonald         | Alajuelense          | 16 | Odir Jacques (6)            | Herediano            |
| Invierno 2015   | Deportivo Saprissa (32)  | 2–0         | Alajuelense          | Ariel Rodríguez           | Deportivo Saprissa   | 20 | Carlos Watson               | Deportivo Saprissa   |
| Invierno 2015   | Deportivo Saprissa (32)  | 2–1         | Alajuelense          | Ariel Rodríguez           | Deportivo Saprissa   | 20 | Carlos Watson               | Deportivo Saprissa   |
| Verano 2016     | Herediano (25)           | 1–0         | Alajuelense          | José Luis Cordero         | Belén                | 11 | Hernán Medford (3)          | Herediano            |
| Verano 2016     | Herediano (25)           | 2–0         | Alajuelense          | José Guillermo Ortiz      | Alajuelense          | 11 | Hernán Medford (3)          | Herediano            |
| Verano 2016     | Herediano (25)           | 2–0         | Alajuelense          | Yendrick Ruiz (2)         | Herediano            | 11 | Hernán Medford (3)          | Herediano            |
| Invierno 2016   | Deportivo Saprissa (33)  | brak        | Herediano            | Yendrick Ruiz (3)         | Herediano            | 13 | Carlos Watson (2)           | Deportivo Saprissa   |
| Verano 2017     | Herediano (26)           | 3–0         | Deportivo Saprissa   | Erick Scott               | Limón                | 22 | Hernán Medford (4)          | Herediano            |
| Verano 2017     | Herediano (26)           | 2–0         | Deportivo Saprissa   | Erick Scott               | Limón                | 22 | Hernán Medford (4)          | Herediano            |
| Apertura 2017   | Pérez Zeledón (1)        | 1–0         | Herediano            | Jonathan McDonald (2)     | Alajuelense          | 15 | José Giacone                | Pérez Zeledón        |
| Apertura 2017   | Pérez Zeledón (1)        | 0–0         | Herediano            | Jonathan McDonald (2)     | Alajuelense          | 15 | José Giacone                | Pérez Zeledón        |
| Clausura 2018   | Deportivo Saprissa (34)  | 1–1         | Herediano            | Roger Rojas               | Alajuelense          | 20 | Vladimir Quesada            | Deportivo Saprissa   |
| Clausura 2018   | Deportivo Saprissa (34)  | 0–0 (4–3 k) | Herediano            | Roger Rojas               | Alajuelense          | 20 | Vladimir Quesada            | Deportivo Saprissa   |
| Apertura 2018   | Herediano (27)           | 2–2         | Deportivo Saprissa   | Álvaro Saborío (2)        | San Carlos           | 16 | Jafet Soto                  | Herediano            |
| Apertura 2018   | Herediano (27)           | 3–2 (pd)    | Deportivo Saprissa   | Álvaro Saborío (2)        | San Carlos           | 16 | Jafet Soto                  | Herediano            |
| Clausura 2019   | San Carlos (1)           | 1–1         | Deportivo Saprissa   | Álvaro Saborío (3)        | San Carlos           | 12 | Luis Marín                  | San Carlos           |
| Clausura 2019   | San Carlos (1)           | 0–0         | Deportivo Saprissa   | Álvaro Saborío (3)        | San Carlos           | 12 | Luis Marín                  | San Carlos           |
| Apertura 2019   | Herediano (28)           | 1–0         | Alajuelense          | Álvaro Saborío (4)        | San Carlos           | 13 | José Giacone (2)            | Herediano            |
| Apertura 2019   | Herediano (28)           | 1–2 (5–4 k) | Alajuelense          | Álvaro Saborío (4)        | San Carlos           | 13 | José Giacone (2)            | Herediano            |
| Clausura 2020   | Deportivo Saprissa (35)  | 2–0         | Alajuelense          | Christian Bolaños         | Deportivo Saprissa   | 18 | Walter Centeno              | Deportivo Saprissa   |
| Clausura 2020   | Deportivo Saprissa (35)  | 1–0         | Alajuelense          | Christian Bolaños         | Deportivo Saprissa   | 18 | Walter Centeno              | Deportivo Saprissa   |
| Apertura 2020   | Alajuelense (30)         | 1–0         | Herediano            | Marcel Hernández          | Cartaginés           | 13 | Andrés Carevic              | Alajuelense          |
| Apertura 2020   | Alajuelense (30)         | 1–0         | Herediano            | Marcel Hernández          | Cartaginés           | 13 | Andrés Carevic              | Alajuelense          |
| Clausura 2021   | Deportivo Saprissa (36)  | 3–2         | Herediano            | Javon East                | Santos Guápiles      | 13 | Mauricio Wright (2)         | Deportivo Saprissa   |
| Clausura 2021   | Deportivo Saprissa (36)  | 1–0         | Herediano            | Johan Venegas             | Alajuelense          | 13 | Mauricio Wright (2)         | Deportivo Saprissa   |
| Apertura 2021   | Herediano (29)           | 1–0         | Deportivo Saprissa   | Yendrick Ruiz (4)         | Herediano            | 10 | Jeaustin Campos (6)         | Herediano            |
| Apertura 2021   | Herediano (29)           | 3–2         | Deportivo Saprissa   | Yendrick Ruiz (4)         | Herediano            | 10 | Jeaustin Campos (6)         | Herediano            |
| Clausura 2022   | Cartaginés (4)           | 1–0         | Alajuelense          | Marcel Hernández (2)      | Cartaginés           | 16 | Géiner Segura               | Cartaginés           |
| Clausura 2022   | Cartaginés (4)           | 1–1         | Alajuelense          | Marcel Hernández (2)      | Cartaginés           | 16 | Géiner Segura               | Cartaginés           |
| Apertura 2022   | Deportivo Saprissa (37)  | 2–0         | Herediano            | Fernando Lesme            | Municipal Grecia     | 8  | Jeaustin Campos (7)         | Deportivo Saprissa   |
| Apertura 2022   | Deportivo Saprissa (37)  | 0–1         | Herediano            | Fernando Lesme            | Municipal Grecia     | 8  | Jeaustin Campos (7)         | Deportivo Saprissa   |
| Clausura 2023   | Deportivo Saprissa (38)  | 0–1         | Alajuelense          | Johan Venegas (2)         | Alajuelense          | 16 | Vladimir Quesada (2)        | Deportivo Saprissa   |
| Clausura 2023   | Deportivo Saprissa (38)  | 3–1         | Alajuelense          | Johan Venegas (2)         | Alajuelense          | 16 | Vladimir Quesada (2)        | Deportivo Saprissa   |
| Apertura 2023   | Deportivo Saprissa (39)  | 2–1         | Herediano            | Jesús Godínez             | Herediano            | 14 | Vladimir Quesada (3)        | Deportivo Saprissa   |
| Apertura 2023   | Deportivo Saprissa (39)  | 1–0         | Herediano            | Jesús Godínez             | Herediano            | 14 | Vladimir Quesada (3)        | Deportivo Saprissa   |
| Clausura 2024   | Deportivo Saprissa (40)  | 0–1         | Alajuelense          | Steven Cárdenas           | Sporting San José    | 13 | Vladimir Quesada (4)        | Deportivo Saprissa   |
| Clausura 2024   | Deportivo Saprissa (40)  | 3–0         | Alajuelense          | Steven Cárdenas           | Sporting San José    | 13 | Vladimir Quesada (4)        | Deportivo Saprissa   |
| Apertura 2024   | Herediano (30)           | 2–0         | Alajuelense          | Javon East (2)            | Deportivo Saprissa   | 10 | Jafet Soto (2)              | Herediano            |
| Apertura 2024   | Herediano (30)           | 1–2         | Alajuelense          | Marcel Hernández (3)      | Herediano            | 10 | Jafet Soto (2)              | Herediano            |
| Clausura 2025   | Herediano (31)           | 0–0         | Alajuelense          | Emanuel Casado            | Santa Ana            | 9  | Jafet Soto (3)              | Herediano            |
| Clausura 2025   | Herediano (31)           | 1–0         | Alajuelense          | Emanuel Casado            | Santa Ana            | 9  | Jafet Soto (3)              | Herediano            |

Legenda:
- pd – po dogrywce
- k – seria rzutów karnych

W kolumnie „mistrz” w nawiasie podano, który w swojej historii tytuł mistrzowski zdobył dany klub.

W kolumnie „zawodnik” w nawiasie podano, który w swojej karierze tytuł króla strzelców zdobył piłkarz.

W kolumnie „trener” w nawiasie podano, który w swojej karierze tytuł mistrza zdobył trener.

## Klasyfikacja medalowa
| #   | Klub                 | Tytuły | Tytuły |                    | Tytuły (lata)      | Tytuły (lata)      | Tytuły (lata)      | Tytuły (lata)      | Tytuły (lata)      | Tytuły (lata)      | Tytuły (lata)      | Tytuły (lata)      | Tytuły (lata)      | Tytuły (lata)          | Tytuły (lata)          | Tytuły (lata)          | Tytuły (lata)          | Tytuły (lata)          | Tytuły (lata)          | Tytuły (lata)          | Tytuły (lata)          | Tytuły (lata)          | Tytuły (lata)          | Tytuły (lata) |
| #   | Klub                 |        |        | Mistrzostwa (lata) | Mistrzostwa (lata) | Mistrzostwa (lata) | Mistrzostwa (lata) | Mistrzostwa (lata) | Mistrzostwa (lata) | Mistrzostwa (lata) | Mistrzostwa (lata) | Mistrzostwa (lata) | Mistrzostwa (lata) | Wicemistrzostwa (lata) | Wicemistrzostwa (lata) | Wicemistrzostwa (lata) | Wicemistrzostwa (lata) | Wicemistrzostwa (lata) | Wicemistrzostwa (lata) | Wicemistrzostwa (lata) | Wicemistrzostwa (lata) | Wicemistrzostwa (lata) | Wicemistrzostwa (lata) |               |
| --- | -------------------- | ------ | ------ | ------------------ | ------------------ | ------------------ | ------------------ | ------------------ | ------------------ | ------------------ | ------------------ | ------------------ | ------------------ | ---------------------- | ---------------------- | ---------------------- | ---------------------- | ---------------------- | ---------------------- | ---------------------- | ---------------------- | ---------------------- | ---------------------- | ------------- |
| 1.  | Deportivo Saprissa   | 40     | 19     | 1951               | 1953               | 1957               | 1962               | 1964               | 1965               | 1967               | 1968               | 1969               | 1972               | 1950                   | 1955                   | 1958                   | 1959                   | A1961                  | 1963                   | 1966                   | 1970                   | 1971                   | 1984                   |               |
| 1.  | Deportivo Saprissa   | 40     | 19     | 1973               | 1974               | 1975               | 1976               | 1977               | 1982               | 1988               | 1989               | 1994               | 1995               | 1950                   | 1955                   | 1997                   | 2000                   | 2003                   | V2017                  | A2018                  | C2019                  | A2021                  |                        |               |
| 1.  | Deportivo Saprissa   | 40     | 19     | 1988               | 1999               | 2004               | 2006               | 2007               | I2007              | V2008              | I2008              | V2010              | V2014              |                        |                        |                        |                        |                        |                        |                        |                        |                        |                        |               |
| 1.  | Deportivo Saprissa   | 40     | 19     | I2014              | I2015              | I2016              | C2018              | C2020              | C2021              | A2022              | C2023              | A2023              | C2024              |                        |                        |                        |                        |                        |                        |                        |                        |                        |                        |               |
|     |                      |        |        |                    |                    |                    |                    |                    |                    |                    |                    |                    |                    |                        |                        |                        |                        |                        |                        |                        |                        |                        |                        |               |
| 2.  | Herediano            | 31     | 25     | 1921               | 1922               | 1924               | 1927               | 1930               | 1931               | 1932               | 1933               | 1935               | 1937               | 1925                   | 1939                   | 1944                   | 1946                   | 1953                   | 1960                   | 1974                   | 1980                   | 1988                   | 2001                   |               |
| 2.  | Herediano            | 31     | 25     | 1947               | 1948               | 1951               | 1955               | A1961              | 1978               | 1979               | 1981               | 1985               | 1987               | 2004                   | I2007                  | V2009                  | I2010                  | I2011                  | I2012                  | I2013                  | I2014                  | I2016                  | A2017                  |               |
| 2.  | Herediano            | 31     | 25     | 1993               | V2012              | V2013              | V2015              | V2016              | V2017              | A2018              | A2019              | A2021              | A2024              | C2018                  | A2020                  | C2021                  | A2022                  | A2023                  |                        |                        |                        |                        |                        |               |
| 2.  | Herediano            | 31     | 25     | C2025              |                    |                    |                    |                    |                    |                    |                    |                    |                    |                        |                        |                        |                        |                        |                        |                        |                        |                        |                        |               |
|     |                      |        |        |                    |                    |                    |                    |                    |                    |                    |                    |                    |                    |                        |                        |                        |                        |                        |                        |                        |                        |                        |                        |               |
| 3.  | Alajuelense          | 30     | 31     | 1928               | 1939               | 1941               | 1945               | 1949               | 1950               | 1958               | 1959               | 1960               | 1966               | 1929                   | 1943                   | 1948                   | 1952                   | 1957                   | 1962                   | 1965                   | 1967                   | 1969                   | 1972                   |               |
| 3.  | Alajuelense          | 30     | 31     | 1970               | 1971               | 1980               | 1983               | 1984               | 1991               | 1992               | 1996               | 1997               | 2000               | 1985                   | 1986                   | 1989                   | 1994                   | 1995                   | 1998                   | 1999                   | 2007                   | V2008                  | I2008                  |               |
| 3.  | Alajuelense          | 30     | 31     | 2001               | 2002               | 2003               | 2005               | I2010              | V2011              | I2011              | I2012              | I2013              | A2020              | V2014                  | V2015                  | I2015                  | V2016                  | A2019                  | C2020                  | C2022                  | C2023                  | C2024                  | A2024                  |               |
| 3.  | Alajuelense          | 30     | 31     |                    |                    |                    |                    |                    |                    | C2025              |                    |                    |                    |                        |                        |                        |                        |                        |                        |                        |                        |                        |                        |               |
|     |                      |        |        |                    |                    |                    |                    |                    |                    |                    |                    |                    |                    |                        |                        |                        |                        |                        |                        |                        |                        |                        |                        |               |
| 4.  | La Libertad          | 6      | 7      | 1925               | 1926               | 1929               | 1934               | 1942               | 1946               |                    |                    |                    |                    | 1922                   | 1923                   | 1927                   | 1932                   | 1936                   | 1941                   | 1947                   |                        |                        |                        |               |
|     |                      |        |        |                    |                    |                    |                    |                    |                    |                    |                    |                    |                    |                        |                        |                        |                        |                        |                        |                        |                        |                        |                        |               |
| 5.  | Cartaginés           | 4      | 11     | 1923               | 1936               | 1940               | C2022              |                    |                    |                    |                    |                    |                    | 1924                   | 1926                   | 1968                   | 1973                   | 1975                   | 1977                   | 1979                   | 1987                   | 1993                   | 1996                   |               |
| 5.  | Cartaginés           | 4      | 11     |                    |                    |                    |                    |                    |                    | V2013              |                    |                    |                    |                        |                        |                        |                        |                        |                        |                        |                        |                        |                        |               |
|     |                      |        |        |                    |                    |                    |                    |                    |                    |                    |                    |                    |                    |                        |                        |                        |                        |                        |                        |                        |                        |                        |                        |               |
| 6.  | Orión                | 2      | 6      | 1938               | 1944               |                    |                    |                    |                    |                    |                    |                    |                    | 1931                   | 1940                   | 1945                   | 1949                   | 1951                   | 1964                   |                        |                        |                        |                        |               |
|     |                      |        |        |                    |                    |                    |                    |                    |                    |                    |                    |                    |                    |                        |                        |                        |                        |                        |                        |                        |                        |                        |                        |               |
| 7.  | Municipal Puntarenas | 1      | 3      | 1986               |                    |                    |                    |                    |                    |                    |                    |                    |                    | 1978                   | 1982                   | 1983                   |                        |                        |                        |                        |                        |                        |                        |               |
|     |                      |        |        |                    |                    |                    |                    |                    |                    |                    |                    |                    |                    |                        |                        |                        |                        |                        |                        |                        |                        |                        |                        |               |
| 8.  | San Carlos           | 1      | 2      | C2019              |                    |                    |                    |                    |                    |                    |                    |                    |                    | V2010                  | V2011                  |                        |                        |                        |                        |                        |                        |                        |                        |               |
|     |                      |        |        |                    |                    |                    |                    |                    |                    |                    |                    |                    |                    |                        |                        |                        |                        |                        |                        |                        |                        |                        |                        |               |
| 9.  | Uruguay Coronado     | 1      | 1      | 1963               |                    |                    |                    |                    |                    |                    |                    |                    |                    | F1961                  |                        |                        |                        |                        |                        |                        |                        |                        |                        |               |
| 9.  |                      |        |        |                    |                    |                    |                    |                    |                    |                    |                    |                    |                    |                        |                        |                        |                        |                        |                        |                        |                        |                        |                        |               |
| 9.  | Pérez Zeledón        | 1      | 1      | A2017              |                    |                    |                    |                    |                    |                    |                    |                    |                    | 2005                   |                        |                        |                        |                        |                        |                        |                        |                        |                        |               |
|     |                      |        |        |                    |                    |                    |                    |                    |                    |                    |                    |                    |                    |                        |                        |                        |                        |                        |                        |                        |                        |                        |                        |               |
| 11. | UCR                  | 1      | 0      | 1943               |                    |                    |                    |                    |                    |                    |                    |                    |                    |                        |                        |                        |                        |                        |                        |                        |                        |                        |                        |               |
| 11. |                      |        |        |                    |                    |                    |                    |                    |                    |                    |                    |                    |                    |                        |                        |                        |                        |                        |                        |                        |                        |                        |                        |               |
| 11. | Carmelita            | 1      | 0      | F1961              |                    |                    |                    |                    |                    |                    |                    |                    |                    |                        |                        |                        |                        |                        |                        |                        |                        |                        |                        |               |
| 11. |                      |        |        |                    |                    |                    |                    |                    |                    |                    |                    |                    |                    |                        |                        |                        |                        |                        |                        |                        |                        |                        |                        |               |
| 11. | Municipal Liberia    | 1      | 0      | V2009              |                    |                    |                    |                    |                    |                    |                    |                    |                    |                        |                        |                        |                        |                        |                        |                        |                        |                        |                        |               |
| 11. |                      |        |        |                    |                    |                    |                    |                    |                    |                    |                    |                    |                    |                        |                        |                        |                        |                        |                        |                        |                        |                        |                        |               |
| 11. | Brujas               | 1      | 0      | I2009              |                    |                    |                    |                    |                    |                    |                    |                    |                    |                        |                        |                        |                        |                        |                        |                        |                        |                        |                        |               |
|     |                      |        |        |                    |                    |                    |                    |                    |                    |                    |                    |                    |                    |                        |                        |                        |                        |                        |                        |                        |                        |                        |                        |               |
| 15. | Gimnástica Española  | 0      | 7      |                    |                    |                    |                    |                    |                    |                    |                    |                    |                    | 1921                   | 1928                   | 1930                   | 1933                   | 1937                   | 1938                   | 1942                   |                        |                        |                        |               |
|     |                      |        |        |                    |                    |                    |                    |                    |                    |                    |                    |                    |                    |                        |                        |                        |                        |                        |                        |                        |                        |                        |                        |               |
| 16. | Alajuela Junior      | 0      | 2      |                    |                    |                    |                    |                    |                    |                    |                    |                    |                    | 1934                   | 1935                   |                        |                        |                        |                        |                        |                        |                        |                        |               |
| 16. |                      |        |        |                    |                    |                    |                    |                    |                    |                    |                    |                    |                    |                        |                        |                        |                        |                        |                        |                        |                        |                        |                        |               |
| 16. | Puntarenas           | 0      | 2      |                    |                    |                    |                    |                    |                    |                    |                    |                    |                    | 2006                   | I2009                  |                        |                        |                        |                        |                        |                        |                        |                        |               |
| 16. |                      |        |        |                    |                    |                    |                    |                    |                    |                    |                    |                    |                    |                        |                        |                        |                        |                        |                        |                        |                        |                        |                        |               |
| 16. | Santos Guápiles      | 0      | 2      |                    |                    |                    |                    |                    |                    |                    |                    |                    |                    | 2002                   | V2012                  |                        |                        |                        |                        |                        |                        |                        |                        |               |
|     |                      |        |        |                    |                    |                    |                    |                    |                    |                    |                    |                    |                    |                        |                        |                        |                        |                        |                        |                        |                        |                        |                        |               |
| 19. | Barrio México        | 0      | 1      |                    |                    |                    |                    |                    |                    |                    |                    |                    |                    | 1976                   |                        |                        |                        |                        |                        |                        |                        |                        |                        |               |
| 19. |                      |        |        |                    |                    |                    |                    |                    |                    |                    |                    |                    |                    |                        |                        |                        |                        |                        |                        |                        |                        |                        |                        |               |
| 19. | Limonense            | 0      | 1      |                    |                    |                    |                    |                    |                    |                    |                    |                    |                    | 1981                   |                        |                        |                        |                        |                        |                        |                        |                        |                        |               |

- AD Carmelita zdobył tytuł mistrzowski w sezonie Federación 1961 pod nazwą Carmen FC